# 金鶴清
金鹤清（1816年—1854年），号稚谷，浙江桐乡人。清朝政治人物。
金鹤清出身官宦人家，父金锡鬯为嘉庆举人，官至广东嘉应府知府。金鹤清自幼好读书，善诗文，弱冠进学，受到督学使罗文俊赏识，选优贡。道光二十五年（1845年）考中一甲第二名进士，授翰林院编修。同年任贵州乡试考官。道光二十六年（1846年）任贵州乡试正考官，道光二十九年（1849年）校对《皇清开国方略》。
咸丰初年，两度任职春闱，记名御史。咸丰三年（1853年）九月，命在南书房行走。不幸积劳成疾，咸丰四年（1854年）卒。
有《养以之福斋诗文稿》。